# Million Amanuel
Million Amanuel (1 januari 1991) is een Eritrees wielrenner.

## Carrière
In 2016 won Amanuel de laatste etappe in de Ronde van Eritrea door in Asmara solo over de finish te komen. Eerder dat jaar werd hij al derde in de Fenkil Northern Red Sea Challenge.

## Overwinningen
2016
5e etappe Ronde van Eritrea